# Белоцерковка (Запорожская область)
Белоцерко́вка (укр. Білоцерківка) — село в Белоцерковском сельском совете Пологовского района Запорожской области Украины.
Код КОАТУУ — 2322780801. Население по переписи 2001 года составляло 1656 человек.
Является административным центром Белоцерковского сельского совета, в который, кроме того, входит село Черешневое.

## Географическое положение
Село Белоцерковка находится на берегах реки Берда в месте впадения в неё реки Грузкая,
выше по течению на расстоянии в 1 км расположено село Ланцевое,
выше по течению реки Грузкая примыкает село Благовещенка,
ниже по течению на расстоянии в 4,5 км расположено село Луговое (Донецкая область).
По селу протекает пересыхающий ручей с запрудой.
Рядом проходит автомобильная дорога Т-0819.
На территории Украины 4 населённых пункта с названием Белоцерковка.

## История
- Село основано во второй половине XVIII века как войсковая слобода.

## Экономика
- «Восток», ООО.
- «Зирка», сельскохозяйственный ПК.

## Объекты социальной сферы
- Школа.
- Детский сад.
- Дом культуры.
- Амбулатория.

## Известные люди
- Гаран, Антон Прокофьевич (1902 — 19??) — советский военачальник, полковник (1942), родился в селе.
- Пидтыкан Иван Дмитриевич (1918—1942) — Герой Советского Союза, родился в селе.
- Ребро Петр Павлович (1932—2014) — поэт, прозаик, драматург.